# Jurkova Voľa
Jurkova Voľa est un village de Slovaquie situé dans la région de Prešov.

## Histoire
Première mention écrite du village en 1600.

## Démographie

### Évolution de la population
| Année:               | 1994. | 2004.    | 2014. | 2024.   |
| -------------------- | ----- | -------- | ----- | ------- |
| Nombre de personnes: | 88    | 75       | 84    | 77      |
| Différence:          |       | -14,77 % | +12 % | -8,33 % |

| Année:               | 2023. | 2024.   |
| -------------------- | ----- | ------- |
| Nombre de personnes: | 79    | 77      |
| Différence:          |       | -2,53 % |